# Cornwallis Maude (1er comte de Montalt)
Cornwallis Maude, 1er comte de Montalt (4 avril 1817 - 9 janvier 1905), connu sous le nom de vicomte Hawarden de 1856 à 1886, est un homme politique conservateur britannique.

## Biographie
Il est le fils unique de Cornwallis Maude, et de son épouse Jane Bruce.
Il succède à son père dans la vicomté en 1856, mais comme il s'agit d'une pairie irlandaise, cela ne lui donne pas droit à un siège automatique à la Chambre des lords. Cependant, en 1862, il est élu pair représentant irlandais, et sert ensuite dans les gouvernements conservateurs du comte de Derby, Benjamin Disraeli et Lord Salisbury en tant que Lord-in-waiting (whip du gouvernement à la Chambre des Lords) de 1866 à 1868, 1874 à 1880 et 1885 à 1886. Cette dernière année, il est créé comte de Montalt, de Dundrum dans le comté de Tipperary, dans la pairie du Royaume-Uni. Entre 1885 et 1905, il occupe également le poste honorifique de lord-lieutenant de Tipperary.

## Famille
Il épouse Clementina, fille aînée de l'amiral Charles Elphinstone Fleeming (en), en 1845. Elle est décédée en 1865. L'un de leurs fils, Cornwallis Maude, capitaine des Grenadier Guards, est tué au combat lors de la Bataille de Majuba en 1881. Lord de Montalt est décédé le 9 janvier 1905, à l'âge de 87 ans, dans un hôtel de Holyhead, Anglesey. Attendant un bateau pour l'Irlande, il est devenu trop malade pour voyager et est mort sur place. Comme il n'a pas d'autres fils survivants, le comté s'éteint à sa mort. Son cousin Robert Henry Maude lui succède pour ses autres titres.